# باستينا
بستينة (بالإيطالية: Pastina، نقحرة: باستينا، وتعني حرفياً، المعكرونة الصغيرة جداً) هي أنواع من المعكرونة تتكون من قطع صغيرة جداً وتتوفر في مجموعة متنوعة من الأشكال. تعتبر بستينة أصغر أنواع المعكرونة المنتجة. وتصنع من طحين القمح وقد يضاف أيضا البيض.
بستينة تضاف تقليدياً في الحساء في المطبخ الإيطالي والمطبخ التركي.